# Crotalaria melanocalyx
Crotalaria melanocalyx är en ärtväxtart som beskrevs av Roger Marcus Polhill. Crotalaria melanocalyx ingår i släktet sunnhampor, och familjen ärtväxter. Inga underarter finns listade i Catalogue of Life.